# Närs socken
Närs socken ingick i Gotlands södra härad, ingår sedan 1971 i Gotlands kommun och motsvarar från 2016 Närs distrikt.
Socknens areal är 37,87 kvadratkilometern land. År 2020 fanns här 407 invånare. Sockenkyrkan Närs kyrka ligger i socknen. 

## Administrativ historik
Närs socken har medeltida ursprung. Socknen tillhörde Burs ting som i sin tur ingick i Burs setting i Sudertredingen.
Vid kommunreformen 1862 övergick socknens ansvar för de kyrkliga frågorna till Närs församling och för de borgerliga frågorna bildades Närs landskommun. Landskommunen inkorporerades 1952 i Stånga landskommun och ingår sedan 1971 i Gotlands kommun.  Församlingen uppgick 2006 i När-Lau församling.
1 januari 2016 inrättades distriktet När, med samma omfattning som församlingen hade 1999/2000.  
Socknen har tillhört samma fögderier och domsagor som Gotlands södra härad. De indelta båtsmännen tillhörde Gotlands andra båtsmanskompani.

## Geografi
Närs socken ligger vid Gotlands sydöstra kust. Socknen är en mjukt kuperad odlingsbygd med skog vid kusten som har flera vikar.

### Gårdsnamn
Allmunds, Alvare, Andarve, Bommunds i Burgen, Bomunds i Hammaren, Bosarve, Botes, Dalbo, Folke, Frigges, Galls, Gangvide, Hallbjänne, Hallbjärs, Hallsarve, Hallute, Haltare, Hamngården, Hemmor, Husarve, Hägdarve, Kulle, Liffor, Maldes, Mattise, Mickelgårds, Mickels, Nickstjups, Närsholmen, Pavals, Pilgårds, Prästgården, Rigges, Rikvide, Rovalds, Siglajvs, Smiss, Tiricker, Torarve, Öndarve.

## Fornlämningar
Från stenåldern finns boplatser. Från järnåldern finns 13 gravfält, ett stort vid Smiss, husgrunder, stensträngar, sliprännestenar och två fornborgar. Bildstenar och en runristning är noterade.

## Namnet
Namnet (1316 Ner) kan komma från prästgården. Innehållet har tolkats som när, 'förträngning' då kanske syftande på en förträngning av Närsåns lopp vid kyrkan, vilken dock inte kan ses idag.

## Befolkningsutveckling
| Befolkningsutvecklingen i Närs socken 1750–2020 | Befolkningsutvecklingen i Närs socken 1750–2020 | Befolkningsutvecklingen i Närs socken 1750–2020 | Befolkningsutvecklingen i Närs socken 1750–2020 | Befolkningsutvecklingen i Närs socken 1750–2020 |
| --- | ----------------------------------------------- | ----------------------------------------------- | ----------------------------------------------- | ----------------------------------------------- |
| |                                                 |                                                 |                                                 |                                                 |
| År |                                                 |                                                 | Folkmängd                                       |                                                 |
| 1750 | 1750                                            |                                                 | 507                                             |                                                 |
| 1760 | 1760                                            |                                                 | 548                                             |                                                 |
| 1769 | 1769                                            |                                                 | 528                                             |                                                 |
| 1780 | 1780                                            |                                                 | 643                                             |                                                 |
| 1790 | 1790                                            |                                                 | 625                                             |                                                 |
| 1800 | 1800                                            |                                                 | 678                                             |                                                 |
| 1810 | 1810                                            |                                                 | 736                                             |                                                 |
| 1820 | 1820                                            |                                                 | 803                                             |                                                 |
| 1830 | 1830                                            |                                                 | 874                                             |                                                 |
| 1840 | 1840                                            |                                                 | 921                                             |                                                 |
| 1850 | 1850                                            |                                                 | 983                                             |                                                 |
| 1860 | 1860                                            |                                                 | 1 082                                           |                                                 |
| 1870 | 1870                                            |                                                 | 1 188                                           |                                                 |
| 1880 | 1880                                            |                                                 | 1 208                                           |                                                 |
| 1890 | 1890                                            |                                                 | 1 077                                           |                                                 |
| 1900 | 1900                                            |                                                 | 971                                             |                                                 |
| 1910 | 1910                                            |                                                 | 908                                             |                                                 |
| 1920 | 1920                                            |                                                 | 881                                             |                                                 |
| 1930 | 1930                                            |                                                 | 844                                             |                                                 |
| 1940 | 1940                                            |                                                 | 833                                             |                                                 |
| 1950 | 1950                                            |                                                 | 798                                             |                                                 |
| 1960 | 1960                                            |                                                 | 745                                             |                                                 |
| 1970 | 1970                                            |                                                 | 621                                             |                                                 |
| 1980 | 1980                                            |                                                 | 589                                             |                                                 |
| 1990 | 1990                                            |                                                 | 532                                             |                                                 |
| 2000 | 2000                                            |                                                 | 478                                             |                                                 |
| 2010 | 2010                                            |                                                 | 437                                             |                                                 |
| 2020 | 2020                                            |                                                 | 407                                             |                                                 |
| Anm: Källor: Umeå universitet - Tabellverket 1749-1859, Demografiska databasen, CEDAR, Umeå universitet, Befolkningsutvecklingen i Gotlands socknar 2000 - 2010, Folkmängden per distrikt, landskap, landsdel eller riket efter kön. År 2015 - 2022. |                                                 |                                                 |                                                 |                                                 |

### Fotnoter
1. 1 2  Svensk Uppslagsbok andra upplagan 1947–1955: När socken
2. ↑  ”Folkmängden per distrikt, landskap, landsdel eller riket efter kön. År 2015 - 2022”. Statistikdatabasen. Statistiska centralbyrån. http://www.statistikdatabasen.scb.se/pxweb/sv/ssd/START__BE__BE0101__BE0101A/FolkmangdDistrikt/. Läst 23 april 2023.
3. ↑  Harlén, Hans; Harlén Eivy (2003). Sverige från A till Ö: geografisk-historisk uppslagsbok. Stockholm: Kommentus. Libris 9337075. ISBN 91-7345-139-8
4. ↑  ”Församlingar”. Statistiska centralbyrån. https://www.scb.se/hitta-statistik/regional-statistik-och-kartor/regionala-indelningar/forsamlingar/. Läst 30 december 2022.
5. ↑  Administrativ historik för När socken (Klicka på församlingsposten). Källa: Nationella arkivdatabasen, Riksarkivet.
6. ↑  Om Gotlands båtsmanskompani
7. 1 2  Sjögren, Otto (1931). Sverige geografisk beskrivning del 2 Östergötlands, Jönköpings, Kronobergs, Kalmar och Gotlands län. Stockholm: Wahlström & Widstrand. Libris 9939
8. 1 2 3  Nationalencyklopedin
9. ↑  Förteckning över slipskåror
10. ↑  Fornlämningar, Statens historiska museum: Närs socken
11. ↑  Fornminnesregistret, Riksantikvarieämbetet: Närs socken Fornminnen i socknen erhålls på kartan genom att skriva in sockennamn (utan "socken") i "Ange geografiskt område"
12. ↑  Mats Wahlberg, red (2003). Svenskt ortnamnslexikon. Uppsala: Institutet för språk och folkminnen. Libris 8998039. ISBN 91-7229-020-X. https://isof.diva-portal.org/smash/get/diva2:1175717/FULLTEXT02.pdf